# Gerd-Liv Valla

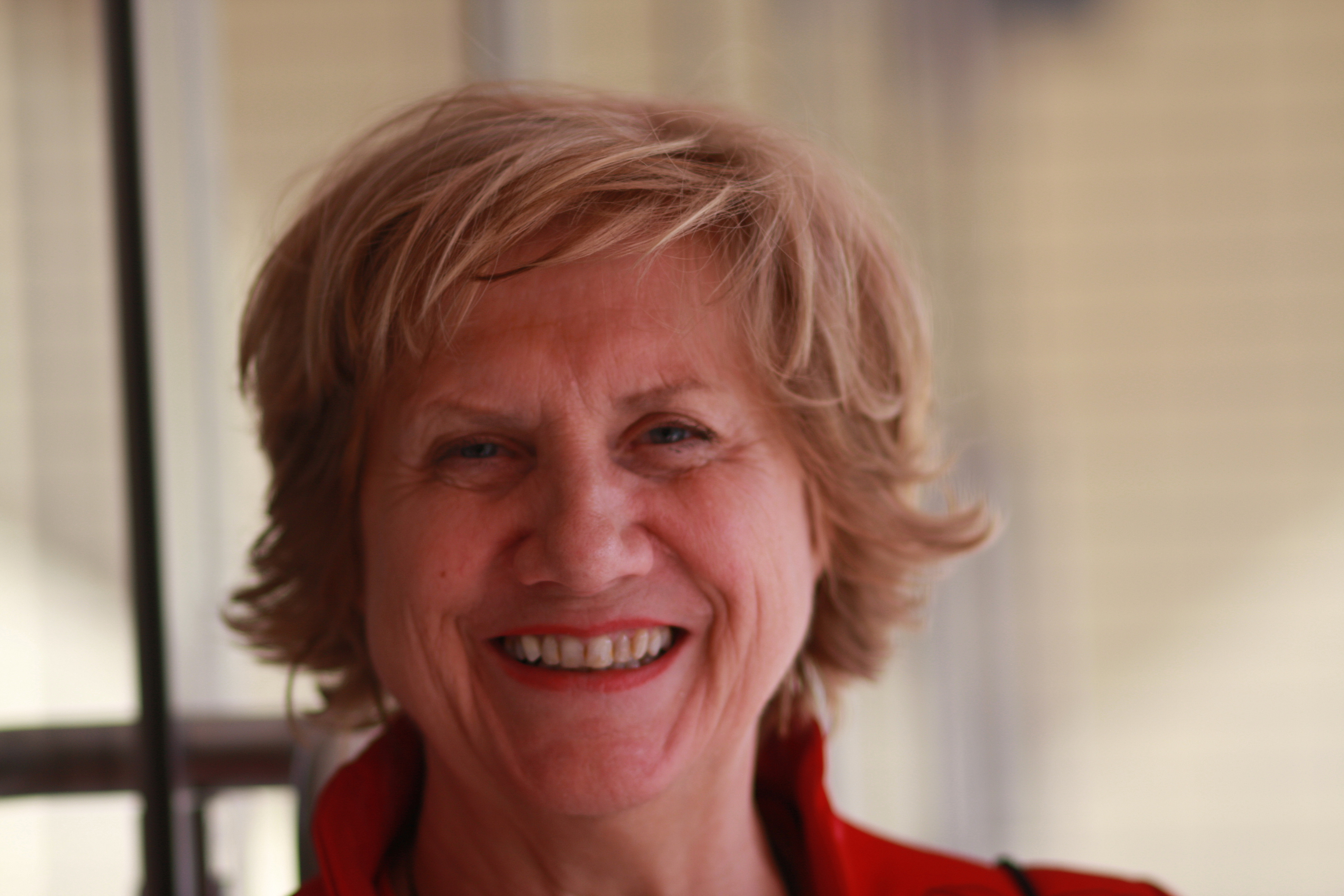
Gerd-Liv Valla, 2009

Gerd-Liv Valla (* 25. Januar 1948 in Korgen, Kommune Hemnes) ist eine norwegische Politikerin der Arbeiderpartiet (Ap) und Gewerkschafterin. Von Januar 1992 bis 1994 war sie Staatssekretärin, von Februar bis Oktober 1997 war sie die Justizministerin ihres Landes. Zwischen 2001 und 2007 stand sie dem Gewerkschaftsbund Landsorganisasjonen i Norge (LO) vor.

## Leben
Valla studierte zwischen 1967 und 1977 Politikwissenschaft an der Universität Oslo. Dabei war sie zwischen 1974 und 1975 die Vorsitzende der Studierendenunion Norsk studentunion. Von 1977 bis 1981 unterrichtete sie Sozialwissenschaften an der Lehrerhochschule in Eik, danach arbeitete sie bis 1987 als Beraterin beim Forschungsrat Norges allmennvitenskapelige forskningsråd. Anschließend war sie zwischen 1987 und 1990 für Statstjenestemannskartellet, die Gewerkschaft der Mitarbeiter im öffentlichen Dienst, tätig.

### Staatssekretärin und Justizministerin
Für die Ministerpräsidentin Gro Harlem Brundtland arbeitete Valla von November 1990 bis Januar 1992 als persönliche Beraterin im Statsministerens kontor, der norwegischen Staatskanzlei. Am 10. Januar 1992 wurde Valla dort zur Staatssekretärin ernannt. Sie blieb bis zum 21. Januar 1994 im Amt. Am 4. Februar 1997 wurde Valla zur Justizministerin in der Regierung Jagland ernannt. Zuvor war Anne Holt wegen gesundheitlicher Probleme zurückgetreten. Valla galt als Gegnerin einer Mitgliedschaft Norwegens in der Europäischen Union (EU) und Anhängerin des linken Flügels der Arbeiderpartiet. Das Amt als Justizministerin übte sie bis zum Abtritt der Regierung am 17. Oktober 1997 aus.

### LO-Vorsitzende
Nach dem Ende ihrer Zeit als Ministerin übernahm sie den Posten als stellvertretende Vorsitzende beim norwegischen Gewerkschaftsbund Landsorganisasjonen i Norge (LO). Im Jahr 2001 wurde sie als erste Person mit akademischen Hintergrund zur Vorsitzenden der Organisation gewählt. Valla blieb bis 2007 im Amt. Im Jahr 2002 ließ sie sich nicht in den Vorsitz der norwegischen Arbeiterpartei wählen, was als Zeichen dafür gewertet wurde, dass sie die Trennung der Gewerkschaft von der Partei anstrebte. Im Jahr 2005 wurde sie schließlich Teil des Parteivorstands, sie galt außerdem als einflussreiche Person im Wahlkampf von Jens Stoltenberg und auch bei dessen späterer Regierungsarbeit. Nachdem 2007 Anschuldigungen gegen sie gerichtet wurden, dass sie als Vorsitzende Mitarbeiter der Gewerkschaft gemobbt hätte, wurden interne Untersuchungen gegen sie eingeleitet. Nach Ende dieser Untersuchungen trat sie von ihrem Amt zurück.
Mit der Zeit begann Valla sich teilweise kritisch über die Arbeiderpartiet zu äußern. So gab sie vor der Parlamentswahl 2017 an, dass sie nicht sagen wolle, welche Partei sie wähle, nachdem sie die Klimapolitik der Partei kritisierte. Im Januar 2018 forderte sie die Partei außerdem dazu auf, einen linkeren Kurs einzuschlagen und nicht mit der christdemokratischen Kristelig Folkeparti zusammenzuarbeiten.

## Werke
- 1977: Likelønnens elendighet
- 2012: Gi meg de brennende hjerter